# Aerva sanguinolenta
Aerva sanguinolenta är en amarantväxtart som först beskrevs av Carl von Linné, och fick sitt nu gällande namn av Carl Ludwig von Blume. Aerva sanguinolenta ingår i släktet Aerva och familjen amarantväxter. Inga underarter finns listade i Catalogue of Life.